# 丹羽氏信
丹羽 氏信（にわ うじのぶ）は、安土桃山時代から江戸時代前期にかけての武将、大名。三河伊保藩2代藩主。のち美濃岩村藩の初代藩主。氏次系丹羽家二代。

## 出自
一色丹羽氏は清和源氏の後裔である。室町幕府四職・一色氏の流れを汲む一色氏明が尾張国の丹羽郡丹羽荘に定着し、地名をとり丹羽氏を称したことに始まる。

## 略歴

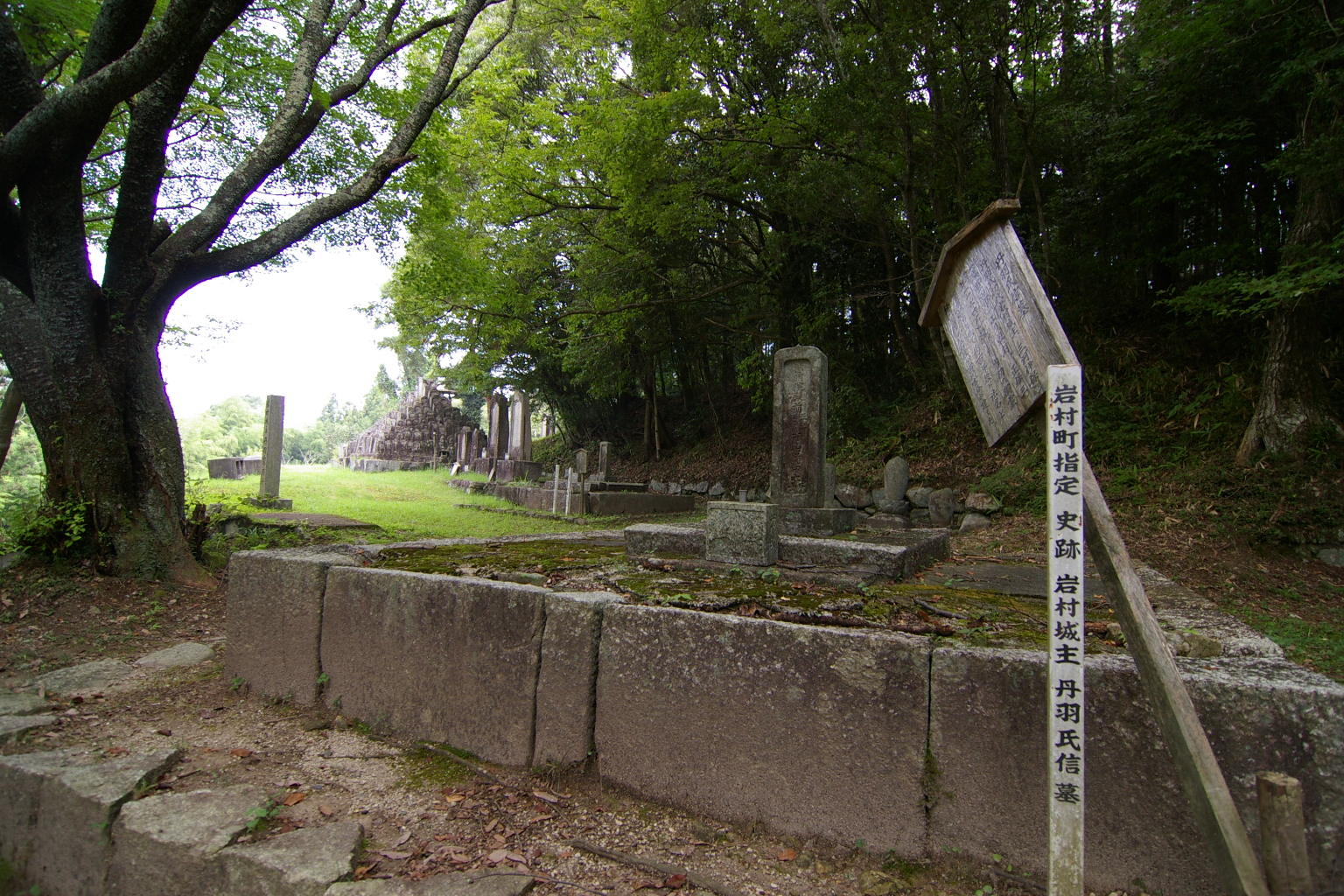
大名墓地（岐阜県恵那市岩村町）丹羽氏信の墓

天正18年（1590年）、丹羽氏次の次男として伊勢国に生まれた。
兄・氏資が早世したため嫡子となり、慶長6年（1601年）に父の死去により家督を継ぎ、三河伊保藩2代藩主となる。
江戸幕府に従い、慶長19年（1614年）11月の大坂冬の陣では、老臣の鈴木主馬らの兵を率いて水野勝成とともに従軍。翌慶長20年（1615年）の大坂夏の陣では5月6日の道明寺の戦いで勝利し、5月7日の天王寺・岡山の戦いでは、敵首を19級を獲て功を挙げた。ところが、氏信の勇敢で驕傲な性格が災いして数々大臣を侮ったため、しばらく賞功が無かった。
元和3年（1617年）、御書院番頭に任ぜられ式部少輔・従五位下に叙せられた。寛永12年（1635年）3月、根来百人組頭に任じられた。そして、寛永15年（1638年）4月27日に1万石を加増されて2万石となり、12月に国替で浜松藩に移封した松平乗寿の後を受けて、美濃岩村藩に移封された。
岩村城に入ると、城上八幡社の社前に別当寺として日月山薬師寺を創建し、奉祀のことを託して領地の鎮護とした。また、龍厳寺（前藩主・大給松平氏の菩提寺）の建物を用いて、尾張国岩崎城にある菩提寺の大椿山妙仙寺と同名の寺を岩村に設置して菩提寺とした。妙仙寺六世・斧峰牛鈯和尚の代である。
寛永21年（1644年）に大坂加番に任じられる。
正保3年（1646年）5月11日に江戸で死去した。享年57。菩提寺の妙仙寺に葬られた（現・岐阜県恵那市岩村町）。家督は長男の氏定が継いだ。
なお、丹羽氏が播磨の三草藩に転封した際に妙仙寺も兵庫県加東市へ移ったため、現在、岩村には妙仙寺は存在せず大名墓地に墓が残されている。

## 系譜
- 父：丹羽氏次
- 母：加藤忠景の娘
- 正室：於徳の方 (？-1667) - (水野忠胤の娘、水野勝成の養女)
  - 長男：丹羽氏定 (1606-1657)
  - 三男：丹羽氏春 (1634-1696)  - 別名　信氏

- 生母不明の子女
  - 長女：渡辺綱貞の正室
  - 次女：鐺 (？-1636)
  - 次男：勘十郎 (？-1642)  - 権之助
  - 三女：喜意 (？-1660)
  - 四女：三枝守俊の正室
  - 五女：亀  - 丹羽家家臣丹羽茂利養女のち松平成勝の正室
  - 六女：鍋 (？-1669)  - 丹羽家家臣鈴木光広の正室
  - 四男：佐助 (？-1678)
  - 七女：水野勝俊家臣上田玄蕃の正室